# Takács Menyhért
Takács Menyhért (Sátoraljaújhely, 1861. szeptember 3. – 1933. november 29.) premontrei szerzetes, jászói prépost, klasszika-filológus.

## Életútja
Születése után hamarosan a család visszatért állandó lakóhelyéle, Kassára, ahol gyermekkorát töltötte. Ott végezte elemi és középiskoláit is. A premontrei főgimnáziumban, tanárain keresztül  annyira megszerette a szerzeteséletet, hogy jeles érettségi vizsgája után, 1879. október 5-én a jászóvári premontrei rendbe lépett. Négy évig a rend teológiai és pedagógiai intézetének növendéke volt. 1884. november 2-án felszenteltetett és tanár volt 1884-től 1885-ig a rozsnyói főgimnáziumban, azután 1886-ban a kolozsvári egyetemen a klasszika-filológia- és filozófiából tanári oklevelet nyert, 1891-ben pedig ugyanott bölcseleti doktor lett.
1887-től egy évig pedagógia tanára volt a jászóvári főiskolában, 1888-tól pedig a latin és görög irodalom tanára a kassai főgimnáziumban. Mellette 1897-től a Kassai Királyi Jogakadémián mint a bölcselet magántanára működött.
1898-ban a kassai főgimnázium igazgatójává nevezték ki. 1900. április 15-én királyi kinevezéssel préposti koadjutor lett a nagybeteg Benedek Ferenc prépost mellett, kinek halála (1900. július 2.) után augusztus 12-én rendje prépost-apátjává és magyarországi generális helynökké választotta. A főrendiháznak 1901. március 22-től volt tagja.
Részt vett a magyar tanárok olaszországi tanulmányútjában; nyilvános felolvasásokat tartott és hírlapi cikkeket írt. Figyelemre méltó tevékenységet fejtett ki Abaúj-Torna vármegye törvényhatósági bizottságában és lelkes pártfogója volt a kulturális és humanitárius intézményeknek. Az ő elnöklésével alakult meg újra az Abaúj-Torna vármegyei és Kassa városi Közművelődési Egyesület, mely áldásosan működött a magyarosítás és népművelés terén. 
Ő alapította meg 1902-ben a premontrei rendnek budapesti Norbertinum hittudományi és tanárképző intézetét. Kassán a rend ősi főgimnáziumának 1904-ben új palotát építtetett. Az ő kezdeményezésére és vezetése alatt épült föl államsegéllyel 1906-ban a rozsnyói katolikus főgimnázium. Bőkezűen gondoskodott a rendi társházak újabb felszereléséről s a lelkészlakokat javarészt újra építtette, a templomokat jó karba hozta. Új népiskolákat és tanítói házakat emelt és a tanítói állásokat is gyarapította. Szervezte a József királyi hercegről nevezett Sanatorium-egyesület kassai bizottságát és ezen egyesületnek vidéki elnöke. 
Az Országos Magyar Szövetségnek megalakulása óta társelnöke. Az ő kezdeményezésére alakult meg a kassai katolikus kör. Tevékeny részt vett az 1903-ban Kassán rendezett Rákóczi ereklye kiállítás előmunkálataiban, mint a kiállítási nagybizottság díszelnöke. A Magyar Pedagógiai Társaság tiszteleti tagjának választotta meg. A kassai egyetem visszaállítását célzó mozgalomnak ő volt a feje és éltető szelleme. Az ő kezdeményezésére és közreműködése mellett adták ki Kassa város tanférfiai A kassai egyetem című könyvüket 1901-ben.
Elhunyt 1933. november 29-én, élete 72., rendi pályájának 54., áldozópapságának 49. évében; örök nyugalomra helyeztetett 1933. december 2-án Gödöllőn, a rend sírkertjében.

## Művei
- Az eleusisi mysteriumok, Kassa, 1889
- A római elegikusok: Értekezés, Kassa, 1892
- A római nevelés, Kassa, 1892
- A görögök és rómaiak játékai. Irta Richter W. Ford. Kassa, 1894 (ismertetés), Egyetemes Philológiai Közlöny, 1895
- A gyermekek tornajátékai és az ifjak tornaversenye a rómaiaknál, Tanulók Lapja 1895
- Reáliskolai latin tanítás és tanterv revíziója, Országos Tanáregylet Közlönye 1897
- Madelaine Godefréd, Szent Norbert élete, franciából átdolgozta, Budapest, 1905
- Tanulmányai, Budapest, 1909 (Tudomány és erkölcs. A kereszténység győzelme a római pogány-kultuszon. Böcklin Arnold. Ism. Budapesti Hirlap 188. sz.)
- A Mitrasz-kultusz, Budapest, 1909 (ism. Budapesti Hirlap 125. sz.)
- Mi a bölcselet? Berlin, 1927
- Tanügyi és régészeti cikkeket írt még a Magyar Államba, a Gömör-Kishontba, a Rozsnyói Hiradóba, a Kassai Szemlébe, az Abauj-Kassai Közlönybe és az Alkotmányba. Munkatársa volt a Római világ című gyűjteményes munkának és az Ókori lexikonnak is.